# دانیلا والکویک-پیلکا
دانیلا والکویک-پیلکا (انگلیسی: Daniela Walkowiak-Pilecka؛ زادهٔ ۲۴ may ۱۹۳۵ (۸۹ سال)) ورزشکار اهل جمهوری دوم لهستان است.
وی در مسابقات کشوری و بین‌المللی در مجموع برندهٔ ۱ مدال برنز شده‌است.